# هنري بييغي
هنري بييغي هو ممثل فرنسي ولد في Cơn Thơ ( Cochinchine ، فيتنام الحالية). 

## سيرة
كان هنري بيغاي تلميذاً لفرنان ليدوكس .  فاز في امتحان القبول للمعهد الوطني العالي للفنون المسرحية عام 1959 ، وهو متزوج من الممثلة أجاثا ناتانسون . 
بعد عدة أفلام في السينما ( The Princess of Cleves ، I، أنت، هم ... ) ، يصبح نجم المسلسل التلفزيوني لك للعب Milord مع Marianne Comtell . 
إلى فيلمه " لا جروس كايس" مع بورفيل وبول ميوريس  : يلعب دور (غبي تقريبا) من أتباع العالم السفلي.  ومع ذلك ، فقد لاحظه التعبيرات التي يحملها ويعطيها حقًا لشخصيته ، والتي ، على الرغم من كونها ثانوية جدًا ، تظهر خلال شبه الفيلم بأكمله.  سوف يتذكر المشاهد ردود أفعاله على كل جملة من بورفيل أو بول ميوريس.  ثم لعب في السماء على رأسه من إيف تشامبي مع بيرنارد فريسون ، غي Tréjean و مارسيل بوتزوفي و مقدونيا ل ياكيز سكانديلاري مع بيير براسور و ميشيل ميرسييه . 

## فيلموغرافيا
التلفزيون
- 1959   : الفرسان الثلاثة لكلود بارما
- 1961   : أميرة كليف
- 1963   : فارس البيت الأحمر لكلود بارما
- 1964   : القلعة في السويد
- 1965   : الجنة على الرأس
- 1965   : باس الطبل
- 1966   : روليتابل بين البوهيميين ، بقلم روبرت مازوير   : جان
- 1969   : أنا ، أنت ، هم. . .
- 1970   : المرغوب فيه والسامي
- 1971   : مقدونيا
- 1973   : لعبة البوكر الآس هوبير كورنفيلد
- 1973   : لوسيان لوين ، فيلم تلفزيوني عن كلود أوتانت لارا
- 1974   : حان دورك للعب سلسلة ميلورد ، كريستيان جايك
- 1974   : في المسرح الليلة  : خط الحظ ألبرت حسون ، إخراج جاك أردوين ، إخراج جورج فولجواس ، مسرح ماريني
- 1975   : تاريخ O
- 1979   : في المسرح الليلة  : زوزو ياكيز موكلاير ، تنظيم ياكيز أردوان ، تحقيق بيار صباغ ، مسرح ماريجني

## روابط خارجية
- هنري بييغي على موقع IMDb (الإنجليزية)
- هنري بييغي على موقع قاعدة بيانات الفيلم (الإنجليزية)
- هنري بييغي على موقع كينوبويسك (الروسية)